# Іб Фріїс
Іб Фріїс (дан. Ib Friis, 12 січня 1945) — данський ботанік.

## Біографія
Іб Фрііс народився в комуні Свеннборг 12 січня 1945 року.
У 1970 році Фріїс закінчив Копенгагенський університет, отримавши диплом в області біології. У 1985 році закінчив Упсальський університет із дисертацією по дослідженню тропічних родин рослин Urticaceae та Moraceae. У 1992 році Фрііс написав дисертацію The forest tree flora of Northeast Tropical Africa (Ethiopia, Djibouti and Somalia). З 1970 до 1974 року він був доцентом кафедри ботаніки Копенгагенського університету. У 1993 році Фріїс став професором Копенгагенського університету. Він також є керівником гербарію судинних рослин.
Фрііс є головою Комітету з безпеки, головою Комітету зі зв'язків, членом Данської королівської академії наук, членом Данського національного комітету від Міжнародного союзу біологічних наук, членом наукового комітету від Всесвітнього фонду дикої природи Данії, членом комітету з зовнішніх зв'язків в Данії Данської королівської академії наук, членом постійного комітету з насіннєвих рослин відповідно до Міжнародного комітету з ботанічної номенклатури, а також членом редакційного комітету «Flora of Ethiopia and Eritrea». Іб Фрііс описав понад 110 видів рослин.

## Наукова діяльність
Іб Фріїс спеціалізується на насіннєвих рослинах. У сферу його наукових інтересів входять: систематика судинних рослин, особливо систематика порядку Urticales; систематика родини Кропивні (лат. Urticaceae); судинні рослини Африки, особливо флора півострова Сомалі (Судан, Еритрея, Ефіопія, Джибуті, Сомалі); географія рослин та біорізноманіття рослин в Африці та екологія африканської рослинності, особливо лісів та лісових масивів у Східній Африці та на півострові Сомалі; ботанічна номенклатура, історія ботаніки, особливо історія ботанічного дослідження Африки.

## Публікації
Іб Фріїс є автором багатьох публікацій, включаючи наступні:
- Friis, I. 1971. A new species of Guizotia (Compositae) from NE tropical Africa. — Norwegian Journ. Bot. 18: 231—234.
- Friis, I. 1973. The Danish-Ethiopian Botanical Expedition 1972-73. — 27 pp. (Univ. of Copenhagen, cyclostyled).
- Friis, I. 1974. Dorstenia soerensenii sp. nov. (Moraceae) from SW Ethiopia, and related species. — Norwegian Journ. Bot. 21: 101—110.
- Friis, I. 1975. The giant species of Cirsium (Asteraceae) in S Ethiopia. — Norwegian Journ. Bot. 22: 201—207.
- Friis, I. 1975. Linociera giordanoi (Oleaceae) — the correct name for a widespread African species. — Kew Bulletin 30: 16.
- Friis, I. 1975. A field trip to the forest of W Kenya. — 25 pp. (Univ. of Copenhagen, cyclostyled).
- Friis, I. 1976. Progress made in the botanical exploration of Africa: Ethiopia. — Boissiera 24: 599.
- Friis, I. 1978. A reconsideration of the genera Monotheca and Spiniluma (Sapotaceae). — Kew Bulletin 33: 91—98.
- Friis, I. 1979. The wild populations of Coffea arabica L. and the cultivated coffee. — Proceedings of the IXth Plenary Meeting of AETFAT: 63—68.
- Friis, I. 1980. The authority and date of publication of the genus Casuarina (Casuarinaceae) and its type species. — Taxon 29: 511—512.
- Friis, I. 1981. The taxonomy and distribution of Mimusops laurifolia (Sapotaceae). — Kew Bulletin 35: 785 - 792.
- Friis, I. 1981. Notes on Somalian Sapindaceae. — Kew Bulletin 36: 139—141.
- Friis, I. 1981. A synopsis of the genus Girardinia Gaud. (Urticaceae). — Kew Bulletin 36: 143—157.
- Friis, I. 1981. Botanical collectors in Ethiopia. — 95 pp. (Univ. of Copenhagen, cyclostyled).
- Friis, I. 1981. James Bruce — en pioner i udforskningen af Afrikas planteverden. — Naturens Verden 1981, 12: 404—412.
- Friis, I. 1982. The identity of Rumicicarpus ramosissimus Chiov. (Tiliaceae). — Nordic Journ. Bot. 2: 111—113.
- Friis, I. 1982. The identity of Urera longifolia and U. oligoloba, a supplement to Chew's monograph of Laportea (Urticaceae). — Nordic Journ. Bot. 2: 231—233.
- Friis, I. 1982. The typification of Forsskaolea viridis Ehrenb. ex Webb (Urticaceae). — Taxon 31: 727—729.